# Biserica „Adormirea Maicii Domnului” din Tomai
Biserica „Adormirea Maicii Domnului” este o biserică amplasată în Tomai, Găgăuzia, Republica Moldova. Este un monument arhitectural de importanță națională inclus în Registrul monumentelor Republicii Moldova ocrotite de stat cu nr. 187 (raionul Ceadîr-Lunga).